# Шумин (Бахмачский район)
Шу́мин (укр. Шумин) — село, расположенное на территории Бахмачского района Черниговской области (Украина).
Население составляет 59 жителей (2006 год). Плотность населения — 147,5 чел/кв.км.
Впервые упоминается в 1800 году.
Село Шумин находится примерно в 9 км к северу от центра города Бахмач. Средняя высота населённого пункта — 137 м над уровнем моря. Село находится в зоне умеренно континентального климата.
Национальный состав представлен преимущественно украинцами, конфессиональный состав — христианами.